# 銀河鉄道999の鉄道路線
銀河鉄道999の鉄道路線（ぎんがてつどうスリーナインのてつどうろせん）では、松本零士の漫画『銀河鉄道999』およびそれを原作とするアニメ作品などに登場する鉄道路線について解説する。
本項目で主に解説する路線は以下の通り。
- 大銀河本線（999号）
- 銀河中央線（111号）
- 大オリオン線（222号）
- カペラ高速線（333号）
- 内銀河環状線（444号）
- オリオン大環状線（555号）
- マゼラン連絡線（666号）
- 謎の外銀河線（777号）
- アルデバラン環状線（888号）

etc. 

## 路線名
- 主に解説する路線は、TVアニメ化の際に設定が行われたが、劇中でこれらの路線名称は999号とすれ違ったマゼラン連絡線を除き登場せず、999号も「大銀河本線」と語るシーンは一度もない。
- 実際に、漫画・TVアニメの劇中に登場した路線は、鉄郎達が乗車した999号とマゼラン連絡線を除き、その他の路線で解説する。

## 運用
『銀河鉄道大時刻表』によると、解説する路線には、以下の共通点がある。ただし大銀河本線のみの特例も存在する。
- 全区間運転の特急（大銀河本線は超特急）と一部区間運転の急行（一部路線のみ、大銀河本線は特急）が設定されている。
- 大銀河本線以外の路線は、特急が1年に1本運転されており、特急と急行が存在する路線の場合は、それらが毎年交互に運転される。
- 大銀河本線の場合は、超特急が4年に1本運転されており、2本目の超特急が発車した翌年に特急が運転されている。
- 各駅の停車時間は、その星での1日と定められている。ただし一部停車駅では、路線によって停車時間が異なる場合もある。
- 基本的に、特急（または超特急）と急行（または特急）の停車駅・時刻に差異はなく、運転区間によって列車種別が設定されている。

## 大銀河本線
大銀河本線（だいぎんがほんせん）とは、松本零士作の漫画・アニメ『銀河鉄道999』に登場する架空の鉄道路線。銀河鉄道株式会社が保有する地球からアンドロメダを結ぶ最主要路線。終点が不明である謎の外銀河線を除き、鉄道路線の中で最も営業距離が長く、最高速度の速い列車が充当されている。『銀河鉄道999』では地球からオリオン・プレアデスを経由しアンドロメダへ行く路線として登場する。原作および劇場版第2作では惑星大アンドロメダ、劇場版第1作では惑星メーテル、テレビアニメ版では惑星プロメシュームが終着駅である。
後述するように停車駅となった惑星が様々な要因で消滅する事が多く、主要な鉄道路線ではもっとも危険な路線となっている。大アンドロメダの崩壊後はルートが変更になったらしく、999号はアルテメータ星系経由エターナル行きとなっている。大銀河本線自体が路線変更をしたか、あるいはダイヤ改正で999号の経路を変更したものと見られる。また、太陽系第10番惑星ラーメタルが1000年周期の軌道から離れる前は、999号はこの惑星にも停車していたという。999号は松本作品には数多く登場しており、その度にいる場所が定かでないことから、この路線は何度も行き先を変えているものと推測される
路線データ　
- 運転区間:地球-アンドロメダ
- 営業距離:220万skm

列車一覧
※999号および998号の車両性能については、999号を参照のこと。下記の車両の他に776号や777号・333号など多数の車両が使われている。
　
- 超特急999（スリー・ナイン、英語表記：Three Nine）号
  - 4年に1度運行される超特急列車。

- 特急998号・（地球-トレーダー）
  - 2本目の『超特急』が発車したその翌年に運行される特急列車。即ち、8年に1度運行されている。

- 特急111（スリー・ワン、英語表記：Three One）・エメロード1号（Emeroad No.1）
  - 銀河中央線へ直通するL特急列車。詳細は、銀河中央線を参照。

### 駅一覧
劇中に登場する各停車駅の停車時間などの詳細は、銀河鉄道999の停車駅を参照。
凡例
星 ・・・ (×)：消滅
停車駅 ・・・ ●：全列車が停車 ▲：一部の列車が停車 ｜：通過
- 累計営業キロの単位はskm（宇宙キロメートル）

#### アンドロメダ編

##### テレビアニメ版
停車駅が追加されているほか、原作の駅でも停車順が大幅に異なっている。★が付いているものは、テレビアニメオリジナルのもの。

##### 銀河鉄道大時刻表
ここに記載されている大銀河本線を含めて各路線の駅一覧は、TVアニメ放送中に出版された「銀河鉄道大時刻表」の記載内容に準じている。そのため、サマルカンド以降は原作、TVアニメの停車駅と名称が異なる。これらの停車駅の名称は松本の別作品『クイーン・エメラルダス』に登場する天体からのものが多く使用されている。★があるものは、「銀河鉄道大時刻表」オリジナルのものである。

##### 劇場版（第1作・第2作）
銀河鉄道999　
| 星／駅名           | 営業キロ  | 停車時間 | 超特急 | 接続路線・特記事項 |
| ------------------ | --------- | -------- | ------ | ------------------ |
| 地球               | 0.0       |          | ●      |                    |
| タイタン           |           | 16日     | ●      |                    |
| 冥王星             |           | 6.39日   | ●      |                    |
| 惑星ヘビーメルダー |           |          | ●      |                    |
| ★惑星メーテル(×)   | 2200000.0 |          | ●      | 到着後消滅         |

さよなら銀河鉄道999 -アンドロメダ終着駅-　
| 星／駅名              | 営業キロ  | 停車時間      | 超特急 | 接続路線・特記事項                   |
| --------------------- | --------- | ------------- | ------ | ------------------------------------ |
| 地球                  | 0.0       |               | ●      |                                      |
| タイタン              |           |               | ｜     |                                      |
| 冥王星                |           |               | ｜     |                                      |
| 惑星ヘビーメルダー    |           |               | ｜     |                                      |
| ★衛星ラーメタル       |           |               | ●      | 惑星ヘビーメルダー通過による臨時停車 |
| ★惑星モザイク         |           | 2時間16分30秒 | ●      |                                      |
| 惑星大アンドロメダ(×) | 2200000.0 |               | ●      | 到着後消滅                           |

#### エターナル編

##### 原作
※ミラクレイまで

##### 劇場版（銀河鉄道999 エターナル・ファンタジー）
| 星／駅名                                       | 営業キロ | 停車時間     | 超特急 | 接続路線・特記事項           |
| ---------------------------------------------- | -------- | ------------ | ------ | ---------------------------- |
| 地球 (×)                                       | 0.0      |              | ●      | 大テクノロジア到着直前に消滅 |
| 冥王星 (×)                                     |          |              | ●      | 大テクノロジア到着直前に消滅 |
| ブライトリングファイアフライ（輝く蛍の輪） (×) |          |              | ｜     | 臨時停車・発車後破壊         |
| 惑星大テクノロジア                             |          | 49時間8分9秒 | ●      |                              |

## 銀河中央線
銀河中央線 （ぎんがちゅうおうせん）』とは、松本零士作の漫画・アニメ『銀河鉄道999』に登場する架空の鉄道路線である。銀河鉄道株式会社が保有する、冥王星とエメラルダス分岐点を結ぶ鉄道路線とされる。正式には冥王星からエメラルダス分岐点までが銀河中央線だが、大銀河本線の地球まで直通運転を行っており、地球からエメラルダス分岐点間を結んでいる。ただし、大銀河本線内はノンストップである。
路線データ
- 運転区間:冥王星-エメラルダス分岐点
  - 直通運転区間（大銀河本線）:地球-冥王星
- 営業距離:60万skm（地球-エメラルダス分岐点）
- 駅数:6（地球-エメラルダス分岐点）
  - 直通運転区間内での通過駅はノーカウント。

列車一覧
- 特急111（スリー・ワン、英語表記：Three One）・エメロード1号（Emeroad No.1）
  - 1年に1度運行されるL特急列車。車両性能については999号#その他の車両を参照のこと。
  - 『銀河鉄道物語』では詳しく記されていないが、普通列車として905号が存在する。

### 駅一覧
凡例
停車駅 … ●：停車、｜：通過
- 累計営業キロの単位はskm（宇宙キロメートル）

| 正式路線名         | 星／駅名 | 営業キロ      | 着            | 発             | 停車時間      | 特急                                                               | 接続路線                                                               |
| ------------------ | -------- | ------------- | ------------- | -------------- | ------------- | ------------------------------------------------------------------ | ---------------------------------------------------------------------- |
| 大銀河本線         | 地球     | 0.0           |               | 07月01日00:00  |               | ●                                                                  | カペラ高速線・内銀河環状線・オリオン大環状線・謎の外銀河線・大銀河本線 |
| 大銀河本線         | 冥王星   |               | 07月19日04:13 | 07月19日09:34  | 6日05時間21分 | ●                                                                  | 大銀河本線                                                             |
| 銀河中央線         | 冥王星   |               | 07月19日04:13 | 07月19日09:34  | 6日05時間21分 | ●                                                                  | 大銀河本線                                                             |
| プレアデス         |          | 08月13日03:08 | 08月27日03:08 | 14日00時間00分 | ●             | 大オリオン線・謎の外銀河線・アルデバラン環状線                     |                                                                        |
| ニケ               |          | 10月10日10:10 | 10月10日13:10 | 3時間00分      | ●             | 内銀河環状線・オリオン大環状線・マゼラン連絡線・アルデバラン環状線 |                                                                        |
| エメラルダス分岐点 | 600000.0 | 12月31日23:54 |               |                | ●             | アルデバラン環状線                                                 |                                                                        |

地球-冥王星間の詳細は、大銀河本線を参照。

## 大オリオン線
大オリオン線（だいオリオンせん）とは、松本零士作の漫画・アニメ『銀河鉄道999』に登場する架空の路線。オリオンと大王星を結ぶ、銀河鉄道株式会社が保有する鉄道路線である。
『銀河鉄道物語』では廃線となった路線として名前が挙がるのみである。廃線になった経緯は不明だが同作の4話のエピローグで過去に同線にて大事故があったことが明らかにされており、その大事故が原因で路線が廃止されたものと推測される。
路線データ
- 運転区間:オリオン-大王星
- 営業距離:3万skm
- 駅数:6

列車一覧　
- 特急222（スリー・ツー、英語表記：Three Two）・ビオナス2号（Vionus No.2）
  - 1年に1度運行される特急列車。車両性能については999号#その他の車両を参照のこと。

列車情報　
『銀河鉄道大時刻表』では、8月10日から当路線を走行する特急列車は全て新型車両に置き換えることが記載されている。

### 駅一覧
凡例
停車駅 … ●：停車、｜：通過
- 累計営業キロの単位はskm（宇宙キロメートル）

| 星／駅名       | 営業キロ | 着            | 発            | 停車時間       | 特急 | 接続路線                                                         |
| -------------- | -------- | ------------- | ------------- | -------------- | ---- | ---------------------------------------------------------------- |
| オリオン       | 0.0      |               | 08月31日23:50 |                | ●    | 内銀河環状線・オリオン大環状線・謎の外銀河線・アルデバラン環状線 |
| プレアデス     |          | 09月16日03:05 | 09月30日03:05 | 14日00時間00分 | ●    | 銀河中央線・謎の外銀河線・アルデバラン環状線                     |
| ベテルギウス   |          | 09月31日04:04 | 10月01日04:04 | 1日00時間00分  | ●    |                                                                  |
| マザービーナス |          | 10月06日06:29 | 10月10日07:10 | 4日00時間41分  | ●    | 内銀河環状線・マゼラン連絡線                                     |
| ギューマ星     |          | 10月19日23:50 | 10月20日23:50 | 1日00時間00分  | ●    |                                                                  |
| 大王星         | 30000.0  | 10月21日17:34 |               |                | ●    |                                                                  |

※大王星は松本原作のアニメ『SF西遊記スタージンガー』に登場する惑星で、同作品の主人公たちの目的地である。また、ギューマは敵方のボスの名前である。

## カペラ高速線
カペラ高速線（-こうそくせん）とは、松本零士作の漫画・アニメ『銀河鉄道999』に登場する架空の鉄道路線。銀河鉄道株式会社が保有する、地球とカペラを結ぶ鉄道路線である。
路線データ
- 運転区間:地球-カペラ
- 営業距離:5万skm
- 駅数:4

列車一覧　
- 特急333（スリー・スリー、英語表記：Three Three）・ベガラス3号（Vegallus No.3）
  - 2年に1度運行される特急列車。車両性能については999号#その他の車両を参照のこと。
- 急行ベガラス3号（Vegallus No.3）
  - 2年に1度運行される急行列車。『特急』が運行されない年に運行される。使用車両は同じ。

列車情報
『銀河鉄道大時刻表』では、宇宙嵐中はダイヤ混乱防止のために、当路線の一部特急列車が運休されることがあると記載されている。

### 駅一覧
凡例
停車駅 … ●：停車、｜：通過
- 累計営業キロの単位はskm（宇宙キロメートル）

| 星／駅名 | 営業キロ | 着            | 発            | 停車時間       | 急行 | 特急 | 接続路線                                                             |
| -------- | -------- | ------------- | ------------- | -------------- | ---- | ---- | -------------------------------------------------------------------- |
| 地球     | 0.0      |               | 02月22日22:22 |                | ●    | ●    | 銀河中央線・内銀河環状線・オリオン大環状線・謎の外銀河線・大銀河本線 |
| フリード |          | 04月27日19:47 | 04月29日04:13 | 1日08時間26分  | ●    | ｜   |                                                                      |
| ベガ     |          | 05月03日12:00 | 05月19日07:30 | 15日19時間30分 | ●    | ●    | 内銀河環状線・オリオン大環状線                                       |
| カペラ   | 50000.0  | 06月08日07:06 |               |                | ●    | ●    | 内銀河環状線・オリオン大環状線                                       |

## 内銀河環状線
内銀河環状線（うちぎんがかんじょうせん）とは、松本零士作の漫画・アニメ『銀河鉄道999』に登場する架空の鉄道路線である。カペラを起点に内銀河を環状運転する鉄道路線のひとつで、銀河鉄道株式会社が保有する。
路線データ　
- 運転区間:カペラ-マザービーナス-オリオン-地球-カペラ
- 営業距離:7万5千skm（カペラ-アルカディア）
- 駅数:7

列車一覧
- 特急444（スリー・フォー、英語表記：Three Four）・カペラ4号（Capella No.4）
  - 1年に1度運行される特急列車。車両性能については999号#その他の車両を参照のこと。

### 駅一覧
凡例
停車駅 … ●：停車、｜：通過
- 累計営業キロの単位はskm（宇宙キロメートル）

| 星／駅名       | 営業キロ | 着            | 発            | 停車時間       | 特急 | 接続路線                                                             |
| -------------- | -------- | ------------- | ------------- | -------------- | ---- | -------------------------------------------------------------------- |
| カペラ         | 0.0      |               | 07月08日16:00 |                | ●    | カペラ高速線・オリオン大環状線                                       |
| マザービーナス |          | 07月13日21:15 | 07月17日21:51 | 4日00時間36分  | ●    | 大オリオン線・マゼラン連絡線                                         |
| オリオン       |          | 07月24日13:00 | 08月09日13:00 | 16日00時間00分 | ●    | 大オリオン線・オリオン大環状線・謎の外銀河線・アルデバラン環状線     |
| ニケ           |          | 09月08日12:00 | 09月08日15:00 | 3時間00分      | ●    | 銀河中央線・オリオン大環状線・マゼラン連絡線・アルデバラン環状線     |
| アルカディア   | 75000.0  | 09月22日03:05 | 09月25日03:13 | 3日00時間08分  | ●    | オリオン大環状線                                                     |
| 地球           |          | 10月02日11:08 | 10月03日11:08 | 1日00時間00分  | ●    | 銀河中央線・カペラ高速線・オリオン大環状線・謎の外銀河線・大銀河本線 |
| ベガ           |          | 10月05日02:00 | 10月21日21:30 | 15日19時間30分 | ●    | カペラ高速線・オリオン大環状線                                       |
| カペラ         | 0.0      | 11月10日21:06 |               |                | ●    | カペラ高速線・オリオン大環状線                                       |

## オリオン大環状線
オリオン大環状線（-だいかんじょうせん）とは、松本零士作の漫画・アニメ『銀河鉄道999』に登場する架空の鉄道路線である。銀河鉄道株式会社が保有する環状路線のひとつで、オリオンを起点に外銀河を回っている。銀河鉄道物語でも同名の路線が登場する。車両は409号が使用されている（外観はカペラ線の333号に酷似）。
路線データ　
- 運転区間:オリオン-地球-カペラ-化石の星-オリオン
- 営業距離:8万skm（オリオン-アルカディア）
- 駅数:7

列車一覧　
- 特急555（スリー・ファイブ、英語表記：Three Five）・オルオディア5号（Aurordia No.5）
  - 1年に1度運行される特急列車。車両性能については999号#その他の車両を参照のこと。

### 駅一覧
凡例
停車駅 … ●：停車、｜：通過
- 累計営業キロの単位はskm（宇宙キロメートル）

| 星／駅名     | 営業キロ | 着            | 発            | 停車時間       | 特急 | 接続路線                                                         |
| ------------ | -------- | ------------- | ------------- | -------------- | ---- | ---------------------------------------------------------------- |
| オリオン     | 0.0      |               | 09月01日12:00 |                | ●    | 大オリオン線・内銀河環状線・謎の外銀河線・アルデバラン環状線     |
| ニケ         |          | 10月10日11:00 | 10月10日14:00 | 3時間00分      | ●    | 銀河中央線・内銀河環状線・マゼラン連絡線・アルデバラン環状線     |
| アルカディア | 80000.0  | 10月23日03:05 | 10月26日13:13 | 3日10時間08分  | ●    | 内銀河環状線                                                     |
| 地球         |          | 11月03日21:08 | 11月04日21:08 | 1日00時間00分  | ●    | 銀河中央線・カペラ高速線・内銀河環状線・謎の外銀河線・大銀河本線 |
| ベガ         |          | 11月06日12:00 | 11月22日07:30 | 15日19時間30分 | ●    | カペラ高速線・内銀河環状線                                       |
| カペラ       |          | 12月09日07:06 | 12月10日08:06 | 1日01時間00分  | ●    | カペラ高速線・内銀河環状線                                       |
| 化石の星     |          | 12月13日19:09 | 12月15日00:27 | 1日05時間18分  | ●    | 大銀河本線                                                       |
| オリオン     | 0.0      | 12月29日00:00 |               |                | ●    | 大オリオン線・内銀河環状線・謎の外銀河線・アルデバラン環状線     |

## マゼラン連絡線
マゼラン連絡線（-れんらくせん）とは、松本零士作の漫画・アニメ『銀河鉄道999』に登場する架空の鉄道路線である。ニケから小マゼランを結ぶ路線で、銀河鉄道株式会社が保有する。連絡線とあるように、下り始発駅のニケでは、銀河中央線の特急「111・エメロード1号」とオリオン大環状線の特急「555・オルオディア5号」に連絡している。
路線データ　
- 運転区間:ニケ-小マゼラン
- 営業距離:15万skm
- 駅数:5

列車一覧
※車両性能については999号#その他の車両を参照のこと。 なお『銀河鉄道物語』では、マゼラン・エクスプレスとして323号が登場する。
- 特急666（スリー・シックス、英語表記：Three Six）・マゼラニアン6号（Magellanian No.6）
  - 2年に1度運行されるL特急列車。『急行』が運行されない年に運行される。列車番号は666だが、これは『銀河鉄道物語』に登場するSPG専用車両と重なるので、のちに番号変更もしくは路線の廃止が行われた可能性がある。またTV版では、999号がざんげの国到着前に、同名路線の666号とすれ違っている。
- 急行マゼラニアン4号（Magellanian No.4）・（ニケ-大マゼラン）
  - 2年に1度運行される急行列車。『特急』が運行されない年に運行される。

列車情報
『銀河鉄道大時刻表』では、8月1日・11日・21日に、大マゼラン〜小マゼラン間で宇宙修正・エネルギー架線などの修正工事のため、始発から12時まで全列車が運休する。ただし工事期間中には特急・急行列車は運転されない。また、工事期間中は代行輸送として臨時急行列車やスペース・ハイウェイ・バスが運転されることが記載されている。

### 駅一覧
凡例
停車駅 … ●：停車、｜：通過
- 累計営業キロの単位はskm（宇宙キロメートル）

| 星／駅名       | 営業キロ | 着            | 発            | 停車時間      | 急行 | 特急 | 接続路線                                     |
| -------------- | -------- | ------------- | ------------- | ------------- | ---- | ---- | -------------------------------------------- |
| ニケ           | 0.0      |               | 10月10日15:00 |               | ●    | ●    | 銀河中央線・内銀河環状線・アルデバラン環状線 |
| マザービーナス |          | 10月21日06:29 | 10月25日07:10 | 4日00時間41分 | ●    | ●    | 大オリオン線・内銀河環状線                   |
| バラン         | 70000.0  | 11月10日08:01 | 11月15日06:31 | 4日22時間30分 | ●    | ●    |                                              |
| 大マゼラン     |          | 12月29日13:59 | 12月30日13:59 | 1日00時間00分 | ●    | ●    |                                              |
| 小マゼラン     | 150000.0 | 02月01日00:00 |               |               |      | ●    |                                              |

※バランは松本が主要スタッフとして関わったアニメ『宇宙戦艦ヤマト』に登場する惑星である。

## 謎の外銀河線
謎の外銀河線（なぞのそとぎんがせん）とは、松本零士作の漫画・アニメ『銀河鉄道999』に登場する架空の鉄道路線である。オリオンからオクトパス、オクトパスから謎の外銀河を結ぶ鉄道路線で、銀河鉄道株式会社により開発途中のため終点が決まっていない外宇宙開拓用路線。そのためこのような名称で呼ばれている。
『銀河鉄道物語』では、外銀河本線という路線が登場しており同一の路線と推察され、車両も777号が使用されている。
路線データ
- 運転区間:オリオン-オクトパス-（謎の外銀河方面）
- 営業距離:8万skm（オリオン-オクトパス）
- 駅数:4（オリオン-オクトパス）

列車一覧
※車両性能については999号#その他の車両を参照のこと。
- 特急777（スリー・セブン、英語表記：Three Seven）・プレアディス7号（Pleiadies No.7）
  - 2年に1度運行される特急列車。『急行』が運行されない年に運行される。TV版最終回でメーテルが惑星こうもりで鉄郎と別れて旅立って行った列車は777号で、この路線に乗ったと推測される。

- 急行プレアディスJ3号（Pleiadies No.J3）・（オリオン-オクトバス）
  - 2年に1度運行される急行列車。『特急』が運行されない年に運行される。

### 駅一覧
凡例
停車駅 … ●：停車、｜：通過
- 累計営業キロの単位はskm（宇宙キロメートル）

| 星／駅名       | 営業キロ | 着            | 発            | 停車時間       | 急行 | 特急 | 接続路線                                                             |
| -------------- | -------- | ------------- | ------------- | -------------- | ---- | ---- | -------------------------------------------------------------------- |
| オリオン       | 0.0      |               | 12月30日00:00 |                | ●    | ●    | 大オリオン線・内銀河環状線・アルデバラン環状線                       |
| プレアデス     |          | 01月15日03:05 | 01月29日03:05 | 14日00時間00分 | ●    | ●    | 銀河中央線・大オリオン線・アルデバラン環状線                         |
| 地球           |          | 02月02日05:25 | 02月03日05:25 | 1日00時間00分  | ●    | ●    | 銀河中央線・カペラ高速線・内銀河環状線・オリオン大環状線・大銀河本線 |
| オクトバス     | 80000.0  | 02月18日23:49 | 02月23日13:18 | 4日13時間29分  | ●    | ●    |                                                                      |
| （謎の外銀河） |          |               |               |                |      | ●    |                                                                      |

## アルデバラン環状線
アルデバラン環状線（-かんじょうせん）とは、松本零士作の漫画・アニメ『銀河鉄道999』に登場する架空の鉄道路線。トレーダーからアルデバランを結ぶ、銀河鉄道株式会社が保有する環状路線のひとつ。ただし「内銀河環状線」や「オリオン大環状線」とは違い、完全な環状にはなっていない。銀河の中で最も安定した場所を走ることから、別名を銀河観光線とする資料もある。また『銀河鉄道物語』でも同名の路線が登場するが設定では廃線となっている模様。
路線データ
- 運転区間:エメラルダス-アルデバラン
- 営業距離:100万skm
- 駅数:6

列車一覧
※車両性能については999号#その他の車両を参照のこと。
- 特急888（スリー・エイト、英語表記：Three Eight）・アルデバラード8号（Aldabarard No.8）
  - 2年に1度運行される特急列車。『急行』が運行されない年に運行される。
- 急行アルデバラード3号（トレーダー-ニケ）
  - 4年に1度運行される急行列車。『特急』と『急行アルデバラード6号』が運行されない年に運行される。
- 急行アルデバラード6号（ニケ-アルデバラン）
  - 4年に1度運行される急行列車。『特急』と『急行アルデバラード3号』が運行されない年に運行される。

### 駅一覧
凡例
停車駅 … ●：停車、｜：通過
- 累計営業キロの単位はskm（宇宙キロメートル）

| 星／駅名     | 営業キロ  | 着            | 発            | 停車時間       | 急行3号 | 急行6号 | 特急 | 接続路線                                                   |
| ------------ | --------- | ------------- | ------------- | -------------- | ------- | ------- | ---- | ---------------------------------------------------------- |
| トレーダー   | 0.0       |               | 07月16日03:00 |                | ●       |         | ●    | 大銀河本線                                                 |
| エメラルダス |           | 08月01日13:21 | 08月02日13:20 | 23時間59分     | ●       |         | ●    | 銀河中央線                                                 |
| ニケ         |           | 08月05日11:00 | 08月05日14:00 | 3時間00分      | ●       | ●       | ●    | 銀河中央線・内銀河環状線・オリオン大環状線・マゼラン連絡線 |
| オリオン     |           | 09月04日13:00 | 09月28日13:00 | 24日00時間00分 |         | ●       | ●    | 大オリオン線・内銀河環状線・オリオン大環状線・謎の外銀河線 |
| プレアデス   |           | 10月13日16:15 | 10月27日16:15 | 14日00時間00分 |         | ●       | ●    | 銀河中央線・大オリオン線・謎の外銀河線                     |
| アルデバラン | 1000000.0 | 10月29日22:50 |               |                |         | ●       | ●    |                                                            |

## その他の路線
原作・TVアニメ版ともに登場する路線
アマゾニア線
トレーダー分岐点からアマゾニア星を結ぶ路線。乗車する際には重力チェックを受けなければならない。車掌による乗り換え案内では使用車両は999号だったが、現地では444号が使用されていた。999号到着時点では、53:16発の列車が52番線から発車すると案内されていた。
野の花線
トレーダー分岐点から野の花星を結ぶ路線。原作では不明（見た目は555号と同型）、TV版では888号（内部の見た目は555号のように見える）が使用される。999号到着時点では、47番線から発車すると案内されていた。原作では、30分間隔で運転されていることが、トレーダーの窓口係員の案内で語られていた。
※以下は路線名不明のもの。
地球行き
第1話「出発のバラード」において、地球に向かう銀河急行として原作では776号、TVアニメでは333号が登場している。本編において、999号を含めて全9種類の旅客列車の中で最も早く登場した。
キーアデス - カオス間（アルタラス経由）
999号がワープした際に遭遇した別の999号の運行区間。乗車していたハンマー・レドリルの無期限定期券に区間と経由が記載されていた。レドリルによれば、カオスも機械の身体を無料でくれる星だという。
原作のみ登場する路線
レプティル線
トレーダー分岐点からレプティル星を結ぶ路線。
使用車両は不明（見た目は111号と同型）。
重力峠線
トレーダー分岐点から出ている路線。
車掌からの乗り換え案内で、路線の存在のみ確認できる。
マストドン線
トレーダー分岐点からマストドン星を結ぶ路線。23:08発の列車が1235番線から発車すると案内されていた。
オーロラ線
トレーダー分岐点から出ている路線。
車掌からの乗り換え案内で、路線の存在のみ確認できる。
※以下は路線名不明のもの。
小太陽系間普通列車
999号通過2日前に脱線した列車。
アニメではカペラ線の333号となっている。
森林恒星行き
トレーダー分岐点から出ている路線。
トレーダー到着前に999号とすれ違っている。
プラネタリウム星行き
トレーダー分岐点から出ている路線。
全車指定席であることが、案内されていた。
湖の女王（洞窟の女王）行き
惑星モザイクと振動惑星との間にある宇宙ステーションで、メーテルが乗り換えた路線だが路線名は不明。使用車種は不明だが、TV版でいう333号に近い型の車輌が使用されていた。なお「洞窟の女王」という名称は、振動惑星に戻ってきたメーテルが鉄郎に対して語っている。また彼女の弁から定期バスも運行されていることが分かる。
TV版のみ登場する路線
オリオン線
トレーダー分岐点から重力トンネルを通り、オリオン星を結ぶ各駅停車路線で、222号が使用される。999号がトレーダー到着手前に上を直角に交差した。
カペラ線
トレーダー分岐点からカペラ星を結ぶ路線で、333号が使用される。999号到着時点では、23:08発の列車が35番線から発車すると案内されていた。またかげろうの星でも同様の案内がされていた。
オリオン外回り線
トレーダー分岐点からオリオンを回る路線で、555号が使用される。全車指定席であることが案内されていた。
※以下は路線名不明のもの。
短距離惑星間鉄道
999号が不定形惑星ヌルーバに臨時停車する前に短距離惑星間鉄道の777号とすれ違っている。
エメラルダス星行き
トレーダー分岐点から出ている短距離路線で、111号が使用される。
この車両は、湿地帯を多く経由するため、防水シールドされている。
999号到着前にすれ違う。
惑星内遊覧列車
空洞惑星バレラーに登場した列車で、同惑星内を回っている。222号と888号が確認できる。
ポルテス星行き
999号が思い出星に停車する前に急行ポルテス星行きの222号とすれ違っている。
惑星間鉄道
999号が真理子の蛍に停車する前に惑星間鉄道の222号とすれ違っている。
地球行き
999号が雪の都に停車する前に超特急地球行きの777号とすれ違っている。
ルート星行き
999号がかじられ星に停車する前に急行ルート星行きの333号とすれ違っている。
リーマン星行き
999号がゴーストコロニーに停車する前にリーマン星行きの777号とすれ違っている。
原作・劇場版ともに登場する路線
郊外線
地球から火星を結ぶ路線。原作では23:05発の列車が2番線から、劇場版では0:18発の列車が25番線から発車すると案内されていた。松本零士本人による劇場版『銀河鉄道999』の原案の中では月経由と記載されていた。
※以下は路線名不明のもの。
大マゼラン行き
地球から大マゼランを結ぶ列車。23:25発の列車が16番線、劇場版では2:15発の列車が75番線から発車すると案内されていた。
「銀河鉄道大時刻表」に登場する臨時列車
宇宙欲列車
宇宙欲最盛期になると、各星の健星記念日の連休を中心に、全宇宙の主な宇宙浴場へ向かう臨時列車が運行されることが記載されているが、詳細は不明。
TVゲーム『松本零士999 〜Story of Galaxy Express 999〜』にのみ登場する路線
※いずれも路線名不明のもの。
漂流幹線
乗る人によって行先が変わるという列車で000号が使用される。タイタンで999号と並ぶシーンがある。詳細は『漂流幹線000』を参照。
惑星（プレイヤー名）行き
トレーダー分岐点から惑星（プレイヤー名）を結ぶ路線。333号が使用される。しかし車両の塗装は222号のような青と白のカラーリングになっている。
メタブラディ行き
トレーダー分岐点からメタブラディを結ぶ路線。444号が使用される。しかし車両の塗装は333号のような緑と黄のカラーリングになっている。またメタブラディは原作二期（エターナル編）にて、999号の停車駅としても登場する。
マゼラン観光列車
トレーダー分岐点からマゼランを観光する列車。666号が使用される。途中でガミラス艦の攻撃を受け、修理のためにイスカンダルに向かった。イスカンダルは大マゼラン星雲の中にある惑星である。
この他、999号はもちろんのこと、原作・TVアニメにも登場した、野の花線が登場する。但し、車種は不明。
登場予定だった路線
レブラン星行き
TVアニメ18話「泥のメーテル」に登場する予定だった超特急列車。『ケイブンシャの大百科40〜銀河鉄道999大百科〜』に、使用車両は不明だが、「メカニックな装備をほどこしたレブラン星行きの超特急列車」と記載されている。
パール星行き
TVアニメ29話「サケザン大陸」に登場する予定だった超特急列車。『ケイブンシャの大百科40〜銀河鉄道999大百科〜』に、444号が使用されると記載されている。
第七環状線
松本本人による劇場版『銀河鉄道999』の原案の中に記載されていた路線。地球からカシオペアを経由する環状線で、地球を20時に32番線から発車することが語られていた。
他にもトレーダー分岐点からの路線には、通勤路線（666号）、777号などがある。また、TVアニメ9話｢トレーダー分岐点（前編）｣は、本編において111号〜999号までの9種類の旅客車両が全て見られる唯一の話でもある。999号はトレーダー分岐点の21番線に発着していた。

## 参考資料
- 銀河鉄道大時刻表- 監修：松本零士、発行：朝日ソノラマ・東映、1979年